# Wróbel skalny
Wróbel skalny (Petronia petronia) – gatunek małego ptaka z rodziny wróbli (Passeridae). Gniazduje od południowej Europy i północno-zachodniej Afryki po Azję Wschodnią. Dawniej również obserwowany w Polsce; w XIX wieku raz stwierdzono jego lęg.

## Systematyka
Gatunek ten po raz pierwszy zgodnie z zasadami nazewnictwa binominalnego opisał w 1766 roku Karol Linneusz w 12. edycji Systema Naturae. Autor nadał mu nazwę Fringilla Petronia. Jako miejsce typowe wskazał Europę; później ograniczono je do północnych Włoch. Obecnie gatunek zaliczany jest do monotypowego rodzaju Petronia. Wyróżnia się 6 lub 7 podgatunków; podgatunek P. p. kirhizica bywa włączany do P. p. intermedia ze względu na brak istotnych różnic między przedstawicielami tych taksonów; podgatunek P. p. madeirensis został uznany za synonim P. p. petronia. Opisano też kilka innych, nieuznawanych obecnie gatunków.

### Podgatunki i zasięg występowania
Międzynarodowy Komitet Ornitologiczny (IOC) wyróżnia 7 podgatunków P. petronia, które zamieszkują:
- P. p. petronia (Linnaeus, 1766) – Madera i Wyspy Kanaryjskie, południowa Europa (w tym wyspy na Morzu Śródziemnym[9]) do zachodniej Turcji.
- P. p. barbara Erlanger, 1899 – północno-zachodnia Afryka.
- P. p. puteicola Festa, 1894 – południowa Turcja do Jordanii.
- P. p. exigua (Hellmayr, 1902) – środkowa Turcja do Kaukazu, północny Iran i północny Irak.
- P. p. kirhizica Sushkin, 1925 – okolice Morza Kaspijskiego po Kirgistan. Niekiedy podgatunek włączany do P. p. intermedia ze względu na brak istotnych różnic między przedstawicielami podgatunków[9].
- P. p. intermedia Hartert, 1901 – Iran i północny Afganistan do północno-zachodnich Chin.
- P. p. brevirostris Taczanowski, 1874 – południowe zbocza Ałtaju, północna i wschodnia Mongolia, południowo-wschodnie Zabajkale oraz północne i środkowe Chiny[9].

## Morfologia
Długość ciała: 14–15,5 cm, masa ciała: 26–39 g, rozpiętość skrzydeł: 23–32 cm. Długość czaszki i dzioba u jednego osobnika: 32 i 15 mm. Wymiary szczegółowe u samców w mm (n – liczba zbadanych osobników):
| Podgatunek / miejsce występowania | n  | D. skrzydła | D. ogona | D. dzioba |
| --------------------------------- | -- | ----------- | -------- | --------- |
| P. p. petronia / północne Włochy  | 8  | 93–100      | 48–54    | 14–16     |
| P. p. exigua / Azerbejdżan        | 3  | 100,5–104   | 53–55    | 15–16     |
| P. p. intermedia / zachodni Iran  | 12 | 99–105      | 50–57    | 15–18     |
| P. p. intermedia / Kerman         | 10 | 101–108     | 52–57    | 14–16     |

Dorosłe osobniki podobne są do samicy wróbla zwyczajnego; przypominają również wróble krótkopalcowe i żółtogardłe. Cechami ułatwiającymi rozpoznanie są jasny pasek ciemieniowy, prążkowana głowa, żółta plama na gardle (słabo widoczna) i jasne plamy na ogonie. Osobnik dorosły z wierzchu jest prążkowany płowożółto i brązowo, zaś przy końcu jego ogona widać wyraźne, jasne cętki. Pokrywy uszne ciemne. Dziób jasny i krótki. Spód ciała pokrywają płowożółte kreski. Na podbródku jasna plama.

## Ekologia i zachowanie
Przeważnie wróble skalne zamieszkują otwarte tereny pozbawione drzew, do tego pozbawione drzew zbocza, wyrobiska piasku i kamieniołomy; spotykany również w siedliskach ludzkich na ścianach budynków. Pożywieniem wróbli skalnych są głównie nasiona niewielkich roślin zielnych i traw, do tego niewielkie jagody, a w sezonie lęgowym również materia zwierzęca.

### Lęgi

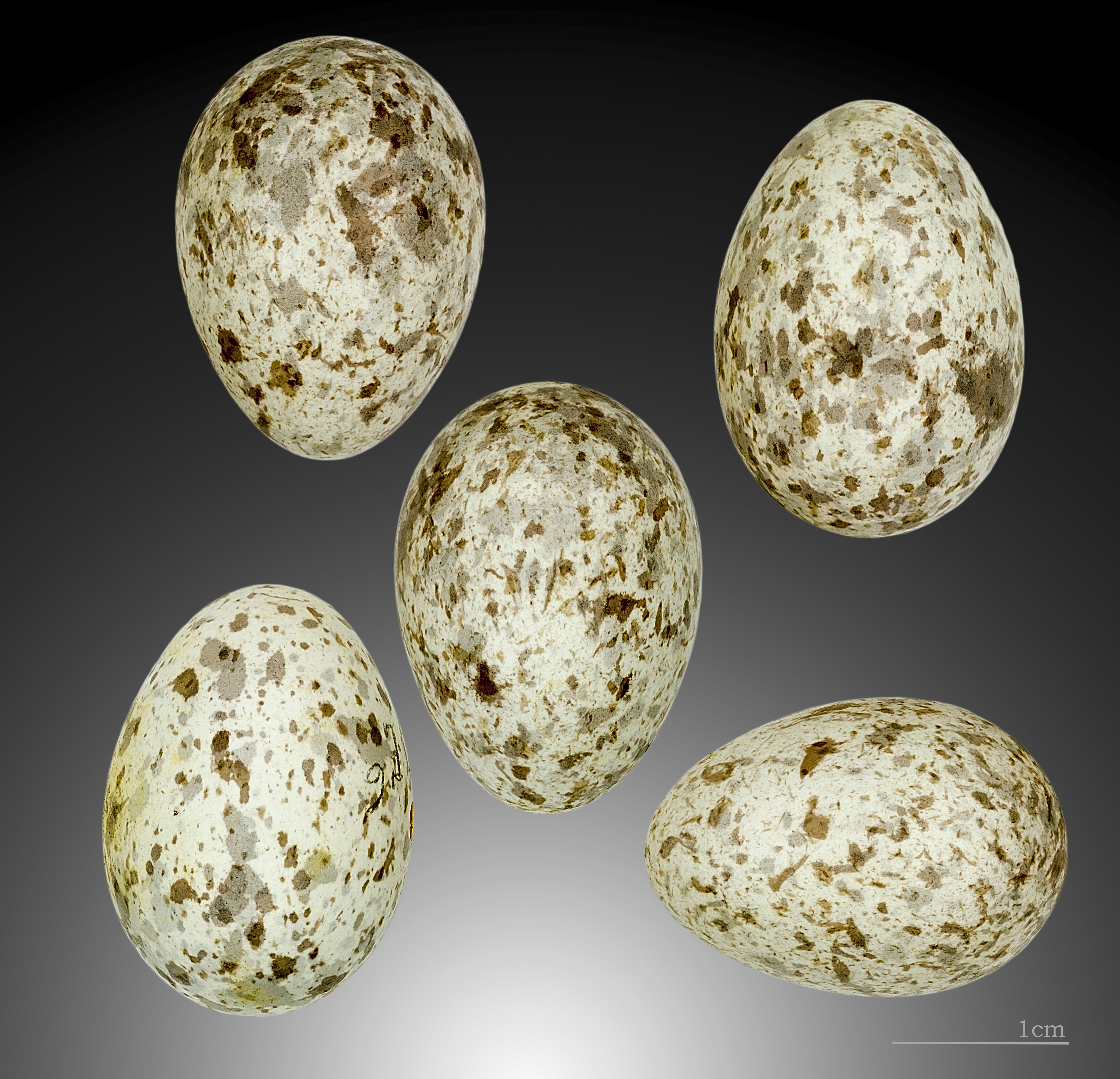
Jaja z kolekcji muzealnej

Okres lęgowy trwa od marca do sierpnia. Wróbel skalny wyprowadza dwa lęgi lub jeden. Może gniazdować w luźnych koloniach lub osobno. U ptaków badanych na wysokości 3400 m n.p.m., na Wyżynie Tybetańskiej, stwierdzono kilka różnic względem populacji europejskich z względnie niskich lokalizacji (do 1800 m n.p.m.). W badanych populacjach rozrodczych z Europy stwierdzono kilka systemów rozrodczych; u ptaków z Wyżyny Tybetańskiej występowała wyłącznie monogamia i brak było oznak terytorializmu. Większość gniazd znajdowała się w szczelinach skalnych lub norach pseudosójeczek (Parus humilis). Okazało się, że przeciętne zniesienie liczyło 5,1 ± 0,9 jaj. Wysiadywanie (wyłącznie przez samicę) trwało jedynie 12,7 ± 0,8 dni. Pisklęta były karmione przez oboje rodziców przez 19,9 ± 0,7 dni. W 89% gniazd przynajmniej jedno pisklę dożyło opierzenia.

## Status i ochrona
IUCN uznaje wróbla skalnego za gatunek najmniejszej troski (LC, Least Concern) nieprzerwanie od 1988 roku. Liczebność światowej populacji, wstępnie obliczona w oparciu o szacunki organizacji BirdLife International dla Europy z 2015 roku, zawiera się w przedziale 20–50 milionów dorosłych osobników, a jej trend uznawany jest za wzrostowy.
Na terenie Polski gatunek ten jest objęty ścisłą ochroną gatunkową.